# Шаньково (Вологодская область)
Шаньково — упразднённая деревня в Вологодском районе Вологодской области. В 2023 году включена в состав деревни Марфино.
Входит в состав Майского сельского поселения (с 1 января 2006 года по 8 апреля 2009 года входила в Октябрьское сельское поселение), с точки зрения административно-территориального деления — в Октябрьский сельсовет.

## География
Расстояние до районного центра Вологды по автодороге — 21 км, до центра муниципального образования Майского по прямой — 3 км. Ближайшие населённые пункты — Молочная, Овчинкино, Хреново, Кулеберево, , Маурино, Поповка, Деревенька.

## Население
| 2010 |
| ---- |
| 0    |

По данным переписи в 2002 году постоянного населения не было.